# You Should Meet My Son!
You Should Meet My Son! là một bộ phim hài có chủ đề đồng tính năm 2011 được viết và đạo diễn bởi Keith Hartman. Cốt truyện của nó liên quan đến một người mẹ bảo thủ đi đến thỏa thuận với đồng tính luyến ái của con trai mình.

## Nội dụng
Một góa phụ bảo thủ, Mae Davis (Joanne McGee) và chị gái của cô là Rose (Carol Goans) quyết tâm tìm cô gái hoàn hảo cho con trai của Mae là Brian (Stewart Carrico), cho đến khi họ vô tình phát hiện ra Brian là người đồng tính và đã có quan hệ năm năm trước với Dennis, người mà họ nghĩ chỉ là bạn cùng phòng của anh.
Sau khi thỏa thuận với đồng tính luyến ái của con trai và biết rằng Dennis rời Brian để đến với một người đàn ông khác, Mae quyết định tìm người đàn ông hoàn hảo cho Brian. Cô và Rose khám phá hẹn hò đồng tính trực tuyến và ghé thăm một quán bar đồng tính, nơi họ kết bạn với nữ hoàng, thợ da và một sinh viên nghệ thuật, Chase (Steve Snyder), người làm việc trong quán bar như một vũ nữ thoát y.
Họ tổ chức một bữa ăn tối, dự định giới thiệu Brian và Chase, nhưng Brian làm họ ngạc nhiên khi đến với Jennie Sue (Ginger Pullman), con gái của một nhà truyền giáo Kitô giáo, và tuyên bố rằng anh ta không còn là người đồng tính và anh ta sẽ sớm cưới cô ấy.
Mae tin chắc rằng Brian đang trốn tránh khả năng yêu để tránh bị tổn thương như anh là của Dennis, nhưng cô quyết định không để anh mắc kẹt vào một cuộc hôn nhân không tình yêu.
Mae tổ chức một bữa tối khác, lần này mời bạn bè của cô từ quán bar đồng tính và các thành viên của một nhóm thanh niên đồng tính địa phương cũng như cha mẹ của Jennie Sue. Bữa tiệc nhanh chóng tan biến và kết thúc với việc Brian thừa nhận rằng anh không thể cưới Jennie Sue vì anh vẫn còn đồng tính, trong khi cha mẹ của Jennie Sue tiết lộ rằng cô là một người đồng tính nữ khép kín và không ưa cô.
Hiện tại, Mae và Rose đưa Jennie Sue đến sống cùng họ, và bộ phim kết thúc với tất cả các nhân vật tôn vinh sự tự do mới được tìm thấy của Brian và Jennie Sue, để lại khả năng cho Brian và Chase gặp nhau.
Phần tiếp theo có tựa đề You Should Meet My Son 2! được phát hành vào năm 2018.

## Diễn viên
- Joanne McGee vai Mae Davis, Một góa phụ bảo thủ biết con trai duy nhất của mình là gay
- Carol Goans vai Rose, Chị gái của Mae
- Stewart Carrico vai Brian, Con trai khép kín của Mae
- Ginger Pullman vai Jennie Sue, Chồng sắp cưới của Brian
- Steve Snyder vai Chase, Một sinh viên mỹ thuật làm việc bán thời gian như một vũ nam thoát y
- Acqua Dansoh vai Lady Fantasia Extravaganza, Một drag queen trở thành bạn của Mae và Rose
- Matt Palazzolo vai Salsa Rojah, Drag queen của Fantasia
- Chris Nolan vai Greg, Hàng xóm tuổi teen của Mae

## Sản xuất
Bộ phim được quay trong 18 ngày tại các địa điểm đa dạng ở Los Angeles.